# Pippinger Straße 35 (München)

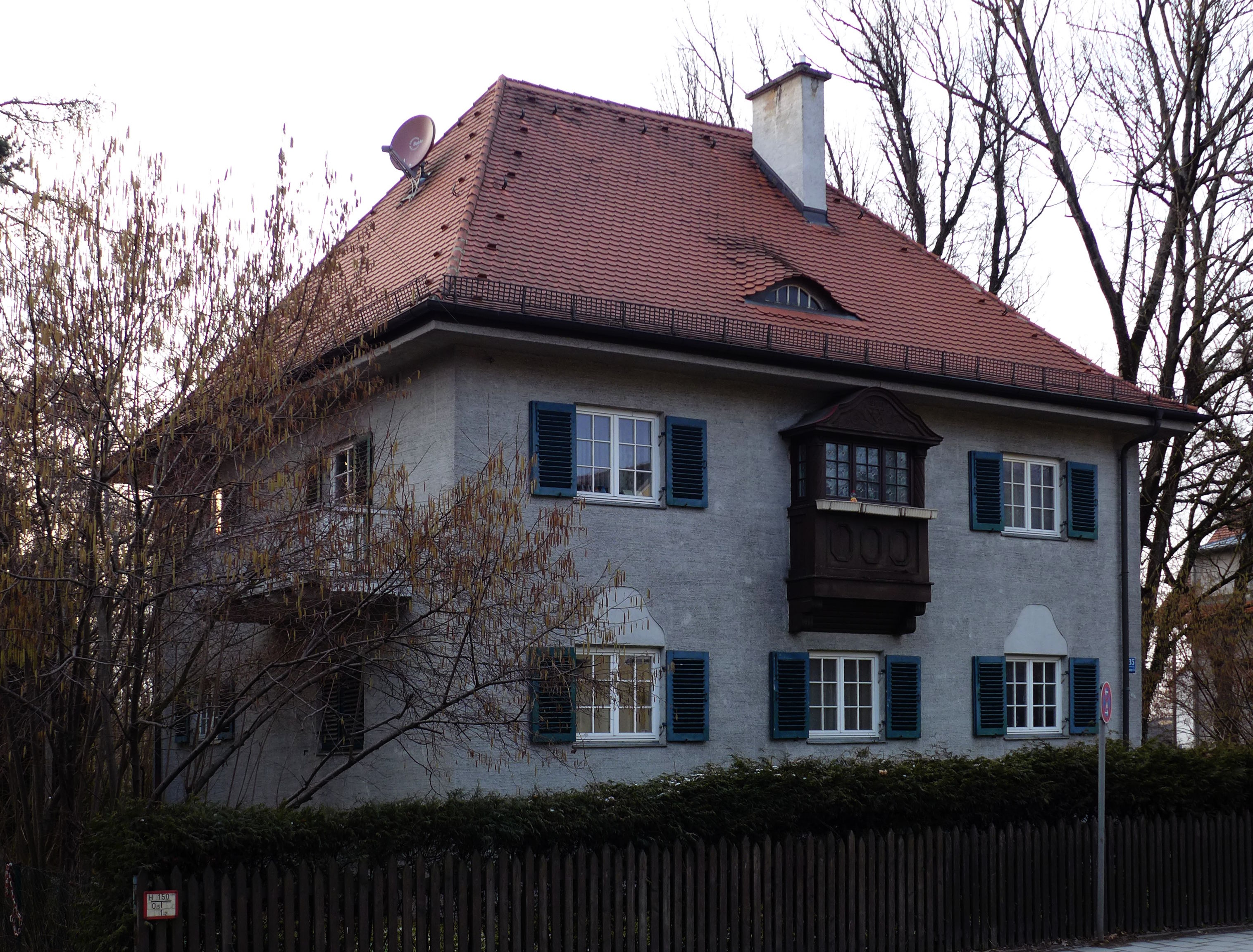
Villa Pippinger Straße 35 im Stadtteil Pasing von München

Das Gebäude Pippinger Straße 35 im Stadtteil Pasing der bayerischen Landeshauptstadt München wurde 1911 errichtet. Die Villa in der Pippinger Straße ist ein geschütztes Baudenkmal.
Das Haus wurde nach den Plänen des Architekten Bernhard Borst errichtet. Der zweigeschossige Walmdachbau ist ein östlicher Ableger der Villenkolonie Pasing II, die sich ursprünglich bis zur Pippinger Straße fortsetzen sollte. Die geschwungenen Putzaussparungen über den Fenstern des Erdgeschosses und der Holzerker sind für den Architekten typisch.